# Ло Белло, Кончетто
Конче́тто Ло Бе́лло (итал. Concetto Lo Bello; 13 мая 1924, Сиракузы — 9 сентября 1991, там же) — итальянский футбольный судья. Обслуживал матчи чемпионата мира, Олимпийских игр, Кубка чемпионов, Кубка кубков, Кубка УЕФА и итальянской Серии A.

## Карьера
Обслуживал финалы футбольного турнира Олимпийских игр 1960, Кубка кубков 1967, Кубка чемпионов 1968 и 1970 и вторые финальные матчи Кубка Ярмарок 1966 и Кубка УЕФА 1974. Работал главным арбитром на матчах чемпионата мира 1966.
Матч финала Кубка УЕФА 1974 года «Фейеноорд» — «Тоттенхэм Хотспур» Кончетто Ло Белло судил в возрасте 50 лет, став самым возрастным арбитром финальных матчей европейских турниров.
После завершения карьеры стал депутатом от Христианско-демократической партии. В 1986 году был избран мэром Сиракузы, но пробыл в должности только пять месяцев.
В 2012 году посмертно был введён в Зал славы итальянского футбола.

## Образ в культуре
Главный герой итальянской комедии «Футбольный судья» (1974 год), арбитр Кармело Ло Кашио, которого сыграл актёр Ландо Буццанка, был списан с Кончетто Ло Белло.